# Bonaventura Frigola i Fajula
Bonaventura Frigola i Fanjula (* 1835 in Castelló d’Empúries; † 1899 in Santa Coloma de Farners) war ein katalanischer Komponist, Kapellmeister und Musikpädagoge. Er war der Cousin des Komponisten Bonaventura Frigola i Frigola.

## Leben und Werk
Bonaventura Frigola i Fanjula wurde musikalisch bei dem Kapellmeister Jaume Joan Lleys in Castelló ausgebildet. Mit 24 Jahren verließ Frigola seinen Geburtsort Castelló und ließ sich in Banyoles nieder, wo er eine Musikschule gründete und lange pädagogisch tätig war. 1873 verließ er Banyoles in Richtung Santa Coloma de Farners. Dort leitete er die Musikkapelle der Kirchengemeinde, die er weiterentwickelte und reformierte.
Aus dieser Zeit in Santa Coloma stammt ein Arrangement eines anonymen Miserere, bei dem er die Instrumentierung änderte und neue Stimmen hinzufügte. Diese Komposition wurde im 20. Jahrhundert in Katalonien populär als liturgisches Stück für die Tenebrae-Responsorien der Karwoche. Bonaventura Frigola i Fanjula komponierte auch einige Sardanas wie La resurrecció dels morts („Die Auferstehung der Toten“) und La Xarlatana („Der Scharlatan“).